# بی‌سی (زبان برنامه‌نویسی)
بی‍‌سی، برگرفته از حروف اول عبارت انگلیسی basic calculator (ماشین‌حساب پایه) یک زبانِ ماشین حسابی با دقت دلخواه است و نحوی شبیه به زبان برنامه‌نویسی سی دارد. بی‌سی معمولاً به عنوان زبان پردازه‌نویسی ریاضیاتی یا یک پوسته ریاضیاتی تعاملی به کار گرفته می‌شود.